# Diskografie Olivie Rodrigové
Toto je seznam vydané diskografie americké zpěvačky a herečky Olivie Rodrigové.

## Alba

### Studiová alba
| Název | Detaily o albu                                    | Umístění v hitparádách | Umístění v hitparádách | Umístění v hitparádách | Umístění v hitparádách | Umístění v hitparádách | Umístění v hitparádách | Umístění v hitparádách | Umístění v hitparádách | Umístění v hitparádách | Umístění v hitparádách | Prodeje                     | Certifikace |
| Název | Detaily o albu                                    | US                     | AUS                    | CAN                    | DEN                    | IRE                    | NLD                    | NOR                    | NZ                     | SWE                    | UK                     | Prodeje                     | Certifikace |
| ----- | ------------------------------------------------- | ---------------------- | ---------------------- | ---------------------- | ---------------------- | ---------------------- | ---------------------- | ---------------------- | ---------------------- | ---------------------- | ---------------------- | --------------------------- | --- |
| Sour  | - Vydáno: 21. května 2021 - Vydavatelství: Geffen | 1                      | 1                      | 1                      | 1                      | 1                      | 1                      | 1                      | 1                      | 1                      | 1                      | - US: 911,000 - UK: 753,242 | - RIAA: 4× Platinum - ARIA: 3× Platinum - BPI: 3× Platinum - IFPI DEN: 3× Platinum - IFPI NOR: 3× Platinum - MC: 5× Platinum - RMNZ: 5× Platinum |
| Guts  | - Vydáno: 8. září 2023 - Vydavatelství: Geffen    | 1                      | 1                      | 1                      | 3                      | 1                      | 1                      | 1                      | 1                      | 1                      | 1                      | - US: 579,000               | - ARIA: Platinum - BPI: Platinum - IFPI DEN: Platinum - MC: Platinum - RMNZ: Platinum                                                            |

### Znovuvydaná alba
| Název          | Detaily o albu                                    | Umístění v hitparádách | Umístění v hitparádách | Umístění v hitparádách | Certifikace      |
| Název          | Detaily o albu                                    | ICE                    | NOR                    | NZ                     | Certifikace      |
| -------------- | ------------------------------------------------- | ---------------------- | ---------------------- | ---------------------- | ---------------- |
| Guts (Spilled) | - Vydáno: 22. března 2024 - Vydavatelství: Geffen | 36                     | 10                     | 3                      | - RMNZ: Platinum |

### Kompilační alba
| Název                                                | Detaily                                                  |
| ---------------------------------------------------- | -------------------------------------------------------- |
| Best of High School Musical: The Musical: The Series | - Vydáno: 18. července 2021 - Vydavatelství: Walt Disney |

### Soundtracky
| Název                                                                  | Detaily o albu                                            | Umístění v hitparádách | Umístění v hitparádách | Certifikace  |
| Název                                                                  | Detaily o albu                                            | US                     | CAN                    | Certifikace  |
| ---------------------------------------------------------------------- | --------------------------------------------------------- | ---------------------- | ---------------------- | ------------ |
| High School Musical: The Musical: The Series: The Soundtrack           | - Vydáno: 10. ledna 2020 - Vydavatelství: Walt Disney     | 31                     | 38                     | - RIAA: Gold |
| High School Musical: The Musical: The Holiday Special: The Soundtrack  | - Vydáno: 20. listopadu 2020 - Vydavatelství: Walt Disney | —                      | —                      |              |
| High School Musical: The Musical: The Series: The Soundtrack: Season 2 | - Vydáno: 30. července 2021 - Vydavatelství: Walt Disney  | 58                     | 23                     |              |

## Extended play
| Název                                                 | Detaily                                                                            | Umístění v hitparádě |
| Název                                                 | Detaily                                                                            | US                   |
| ----------------------------------------------------- | ---------------------------------------------------------------------------------- | -------------------- |
| Bizaardvark (Music from the TV Series) (s Madison Hu) | - Vydáno: 7. října 2016 - Label: Walt Disney - Format: Digital download, streaming | —                    |
| Singles 4 You                                         | - Vydáno: 1. dubna 2022 - LVydavatelství: Geffen                                   | —                    |
| Guts: The Secret Tracks                               | - Vydáno: 24. listopadu 2023 - Vydavatelství: Geffen, Third Man                    | 200                  |
| Olivia Rodrigo & Noah Kahan                           | - Vydáno: 20. dubna 2024 - Vydavatelství: Geffen, Mercury, Republic                | —                    |

## Singly
| Název                                                                                   | Rok  | Umístění v hitparádách | Umístění v hitparádách | Umístění v hitparádách | Umístění v hitparádách | Umístění v hitparádách | Umístění v hitparádách | Umístění v hitparádách | Umístění v hitparádách | Umístění v hitparádách | Umístění v hitparádách | Certifikace | Album                                              |
| Název                                                                                   | Rok  | US                     | AUS                    | CAN                    | DEN                    | IRE                    | NLD                    | NOR                    | NZ                     | SWE                    | UK                     | Certifikace | Album                                              |
| --------------------------------------------------------------------------------------- | ---- | ---------------------- | ---------------------- | ---------------------- | ---------------------- | ---------------------- | ---------------------- | ---------------------- | ---------------------- | ---------------------- | ---------------------- | --- | -------------------------------------------------- |
| "Drivers License"                                                                       | 2021 | 1                      | 1                      | 1                      | 1                      | 1                      | 1                      | 1                      | 1                      | 1                      | 1                      | - RIAA: 6× Platinum - ARIA: 11× Platinum - BPI: 3× Platinum - GLF: 2× Platinum - IFPI DEN: 2× Platinum - IFPI NOR: 3× Platinum - MC: 9× Platinum - RMNZ: 5× Platinum | Sour                                               |
| "Deja Vu"                                                                               | 2021 | 3                      | 3                      | 4                      | 24                     | 2                      | 33                     | 17                     | 3                      | 46                     | 4                      | - RIAA: 4× Platinum - ARIA: 6× Platinum - BPI: 2× Platinum - GLF: Gold - IFPI DEN: Gold - IFPI NOR: Platinum - MC: 6× Platinum - RMNZ: 3× Platinum                   | Sour                                               |
| "Good 4 U"                                                                              | 2021 | 1                      | 1                      | 1                      | 1                      | 1                      | 1                      | 1                      | 1                      | 2                      | 1                      | - RIAA: 7× Platinum - ARIA: 11× Platinum - BPI: 4× Platinum - GLF: 2× Platinum - IFPI DEN: 2× Platinum - IFPI NOR: 2× Platinum - MC: Diamond - RMNZ: 5× Platinum     | Sour                                               |
| "Traitor"                                                                               | 2021 | 9                      | 5                      | 9                      | 38                     | 3                      | 53                     | 16                     | 5                      | 56                     | 5                      | - RIAA: 4× Platinum - ARIA: 5× Platinum - BPI: Platinum - GLF: Gold - IFPI DEN: Platinum - IFPI NOR: Platinum - MC: 5× Platinum - RMNZ: 3× Platinum                  | Sour                                               |
| "Brutal"                                                                                | 2021 | 12                     | 12                     | 13                     | —                      | 81                     | —                      | —                      | 8                      | —                      | —                      | - RIAA: 2× Platinum - ARIA: 2× Platinum - BPI: Platinum - MC: 3× Platinum - RMNZ: Platinum                                                                           | Sour                                               |
| "Vampire"                                                                               | 2023 | 1                      | 1                      | 1                      | 28                     | 1                      | 4                      | 6                      | 1                      | 20                     | 1                      | - RIAA: Platinum - ARIA: 5× Platinum - BPI: 2× Platinum - IFPI DEN: Gold - MC: 3× Platinum - RMNZ: 2× Platinum                                                       | Guts                                               |
| "Bad Idea Right?"                                                                       | 2023 | 7                      | 3                      | 9                      | —                      | 4                      | 29                     | 27                     | 4                      | 57                     | 3                      | - ARIA: 2× Platinum - MC: Platinum - BPI: Platinum - RMNZ: Platinum                                                                                                  | Guts                                               |
| "Get Him Back!"                                                                         | 2023 | 11                     | 6                      | 11                     | —                      | 5                      | 48                     | 19                     | 5                      | 28                     | 7                      | - ARIA: 2× Platinum - BPI: Gold - MC: Platinum - RMNZ: Gold | Guts                                               |
| "Can't Catch Me Now"                                                                    | 2023 | 56                     | 23                     | 42                     | —                      | 5                      | 45                     | —                      | 15                     | 82                     | 12                     | - ARIA: Platinum - BPI: Gold - MC: Platinum - RMNZ: Gold | The Hunger Games: The Ballad of Songbirds & Snakes |
| "Obsessed"                                                                              | 2024 | 14                     | 16                     | 20                     | —                      | 12                     | 73                     | —                      | 26                     | 59                     | 10                     | - ARIA: Platinum - BPI: Silver | Guts (Spilled)                                     |
| "—" značí, že se nahrávka neumístila v hitparádách nebo v tomto území ani nebyla vydána |      |                        |                        |                        |                        |                        |                        |                        |                        |                        |                        | |                                                    |

### Promo singly
| Název | Rok  | Umístění v hitparádách | Umístění v hitparádách | Umístění v hitparádách | Umístění v hitparádách | Umístění v hitparádách | Umístění v hitparádách | Umístění v hitparádách | Umístění v hitparádách | Umístění v hitparádách | Certifikace                                                                                         | Album                                                                  |
| Název | Rok  | US                     | US Kid                 | CAN                    | IRE                    | NZ Hot                 | POR                    | SWE                    | UK                     | WW                     | Certifikace                                                                                         | Album                                                                  |
| --- | ---- | ---------------------- | ---------------------- | ---------------------- | ---------------------- | ---------------------- | ---------------------- | ---------------------- | ---------------------- | ---------------------- | --------------------------------------------------------------------------------------------------- | ---------------------------------------------------------------------- |
| "Let It Glow" (s Madison Hu)                                                                                              | 2016 | —                      | —                      | —                      | —                      | —                      | —                      | —                      | —                      | —                      | | Promo singl bez alb                                                    |
| "I Think I Kinda, You Know" (s Joshua Bassett)                                                                            | 2019 | —                      | —                      | —                      | —                      | —                      | —                      | —                      | —                      | —                      | | High School Musical: The Musical: The Series: The Soundtrack           |
| "Wondering" (s Julia Lester)                                                                                              | 2019 | —                      | 10                     | —                      | 77                     | —                      | —                      | —                      | —                      | —                      | - RIAA: Gold - ARIA: Gold                                                                           | High School Musical: The Musical: The Series: The Soundtrack           |
| "All I Want" | 2019 | 90                     | 4                      | 78                     | 16                     | 19                     | 111                    | 88                     | 32                     | 119                    | - RIAA: 2× Platinum - ARIA: 3× Platinum - BPI: Platinum - GLF: Gold - MC: Platinum - RMNZ: Platinum | High School Musical: The Musical: The Series: The Soundtrack           |
| "Out of the Old" | 2019 | —                      | —                      | —                      | —                      | —                      | —                      | —                      | —                      | —                      | | High School Musical: The Musical: The Series: The Soundtrack           |
| "Just for a Moment" (s Joshua Bassett)                                                                                    | 2020 | —                      | —                      | —                      | —                      | 32                     | —                      | —                      | —                      | —                      | | High School Musical: The Musical: The Series: The Soundtrack           |
| "Even When/The Best Part" (s Joshua Bassett)                                                                              | 2021 | —                      | *                      | —                      | —                      | 33                     | —                      | —                      | —                      | —                      | | High School Musical: The Musical: The Series: The Soundtrack: Season 2 |
| "The Best Part" | 2021 | —                      | *                      | —                      | —                      | —                      | —                      | —                      | —                      | —                      | | High School Musical: The Musical: The Series: The Soundtrack: Season 2 |
| "YAC Alma Mater" | 2021 | —                      | *                      | —                      | —                      | —                      | —                      | —                      | —                      | —                      | | High School Musical: The Musical: The Series: The Soundtrack: Season 2 |
| "Granted" | 2021 | —                      | *                      | —                      | —                      | —                      | —                      | —                      | —                      | —                      | | High School Musical: The Musical: The Series: The Soundtrack: Season 2 |
| "The Rose Song" | 2021 | —                      | *                      | —                      | —                      | 11                     | —                      | —                      | —                      | —                      | | High School Musical: The Musical: The Series: The Soundtrack: Season 2 |
| "—" značí, že se nahrávka neumístila v hitparádách nebo v tomto území ani nebyla vydána "*" značí, že nahrávka neexistuje |      |                        |                        |                        |                        |                        |                        |                        |                        |                        | |                                                                        |

## Další umístěné a certifikované písně
| Název                                                                                   | Rok  | Umístění v hitparádách | Umístění v hitparádách | Umístění v hitparádách | Umístění v hitparádách | Umístění v hitparádách | Umístění v hitparádách | Umístění v hitparádách | Umístění v hitparádách | Umístění v hitparádách | Umístění v hitparádách | Certifikace | Album          |
| Název                                                                                   | Rok  | US                     | AUS                    | CAN                    | IRE                    | NOR                    | NZ                     | SPA                    | SWE                    | UK                     | WW                     | Certifikace | Album          |
| --------------------------------------------------------------------------------------- | ---- | ---------------------- | ---------------------- | ---------------------- | ---------------------- | ---------------------- | ---------------------- | ---------------------- | ---------------------- | ---------------------- | ---------------------- | --- | -------------- |
| "1 Step Forward, 3 Steps Back"                                                          | 2021 | 19                     | 18                     | 17                     | —                      | —                      | 26                     | —                      | —                      | —                      | 17                     | - RIAA: Platinum - ARIA: 2× Platinum - BPI: Gold - MC: 2× Platinum - RMNZ: Platinum                                      | Sour           |
| "Enough for You"                                                                        | 2021 | 14                     | 14                     | 14                     | —                      | —                      | 21                     | 89                     | 89                     | —                      | 13                     | - RIAA: Platinum - ARIA: Platinum - BPI: Gold - MC: 2× Platinum - RMNZ: Platinum - SPA: Gold                             | Sour           |
| "Happier"                                                                               | 2021 | 15                     | 15                     | 15                     | —                      | 28                     | 14                     | 92                     | —                      | —                      | 14                     | - RIAA: 2× Platinum - ARIA: 2× Platinum - BPI: Platinum - IFPI NOR: Gold - MC: 3× Platinum - RMNZ: Platinum              | Sour           |
| "Jealousy, Jealousy"                                                                    | 2021 | 24                     | 22                     | 21                     | 32                     | —                      | 33                     | —                      | —                      | 36                     | 19                     | - RIAA: 2× Platinum - ARIA: 2× Platinum - BPI: Platinum - MC: 3× Platinum - PMB: 2× Diamond - RMNZ: Platinum - SPA: Gold | Sour           |
| "Favorite Crime"                                                                        | 2021 | 16                     | 13                     | 14                     | 8                      | 21                     | 6                      | —                      | 76                     | 17                     | 14                     | - RIAA: 2× Platinum - ARIA: 3× Platinum - BPI: Platinum - IFPI NOR: Gold - MC: 3× Platinum - RMNZ: 2× Platinum           | Sour           |
| "Hope Ur OK"                                                                            | 2021 | 29                     | 23                     | 23                     | —                      | —                      | —                      | —                      | —                      | —                      | 22                     | - RIAA: Platinum - ARIA: Platinum - BPI: Silver - MC: Platinum - RMNZ: Gold                                              | Sour           |
| "All-American Bitch"                                                                    | 2023 | 13                     | 10                     | 15                     | —                      | —                      | 7                      | —                      | —                      | 78                     | 9                      | - ARIA: Platinum - BPI: Silver - MC: Gold - RMNZ: Gold                                                                   | Guts           |
| "Lacy"                                                                                  | 2023 | 23                     | 25                     | 24                     | —                      | —                      | 16                     | —                      | —                      | —                      | 20                     | - ARIA: Platinum - BPI: Silver - MC: Gold - RMNZ: Gold                                                                   | Guts           |
| "Ballad of a Homeschooled Girl"                                                         | 2023 | 24                     | 22                     | 25                     | —                      | —                      | 18                     | —                      | —                      | —                      | 21                     | - ARIA: Gold - MC: Gold                                                                                                  | Guts           |
| "Making the Bed"                                                                        | 2023 | 19                     | 18                     | 20                     | —                      | —                      | 13                     | —                      | —                      | —                      | 16                     | - ARIA: Gold - BPI: Silver - MC: Gold                                                                                    | Guts           |
| "Logical"                                                                               | 2023 | 20                     | 21                     | 26                     | —                      | —                      | 21                     | —                      | —                      | —                      | 19                     | - ARIA: Gold - MC: Gold                                                                                                  | Guts           |
| "Love Is Embarrassing"                                                                  | 2023 | 25                     | 26                     | 29                     | —                      | —                      | 23                     | —                      | —                      | —                      | 22                     | - ARIA: Platinum - BPI: Silver - MC: Gold                                                                                | Guts           |
| "The Grudge"                                                                            | 2023 | 16                     | 13                     | 18                     | 6                      | —                      | 10                     | —                      | —                      | 45                     | 14                     | - ARIA: Platinum - BPI: Silver - MC: Gold - RMNZ: Gold                                                                   | Guts           |
| "Pretty Isn't Pretty"                                                                   | 2023 | 30                     | 28                     | 35                     | —                      | —                      | 28                     | —                      | —                      | —                      | 30                     | - ARIA: Gold - MC: Gold                                                                                                  | Guts           |
| "Teenage Dream"                                                                         | 2023 | 39                     | 39                     | 40                     | —                      | —                      | 34                     | —                      | —                      | —                      | 46                     | - ARIA: Gold | Guts           |
| "Girl I've Always Been"                                                                 | 2024 | 99                     | —                      | 91                     | —                      | —                      | —                      | —                      | —                      | —                      | —                      | | Guts (Spilled) |
| "Stranger"                                                                              | 2024 | 75                     | —                      | 67                     | 32                     | —                      | —                      | —                      | —                      | 58                     | 142                    | | Guts (Spilled) |
| "So American"                                                                           | 2024 | 58                     | 76                     | 52                     | 18                     | —                      | —                      | —                      | —                      | 24                     | 66                     | - ARIA: Gold - BPI: Silver                                                                                               | Guts (Spilled) |
| "Scared of My Guitar"                                                                   | 2024 | 90                     | —                      | 83                     | —                      | —                      | —                      | —                      | —                      | —                      | —                      | | Guts (Spilled) |
| "—" značí, že se nahrávka neumístila v hitparádách nebo v tomto území ani nebyla vydána |      |                        |                        |                        |                        |                        |                        |                        |                        |                        |                        | |                |

## Spoluumělkyně
| Název                     | Rok  | Další umělec | Album                                       |
| ------------------------- | ---- | ------------ | ------------------------------------------- |
| "Hate Me If It Helps"     | 2022 | Alexander 23 | Aftershock                                  |
| "Big Time"                | 2022 | Rueby Wood   | Better Nate Than Ever (Original Soundtrack) |
| "No One Gets Left Behind" | 2022 | Rueby Wood   | Better Nate Than Ever (Original Soundtrack) |

## Videoklipy
| Název                | Rok  | Režisér               | Reference     |
| -------------------- | ---- | --------------------- | ------------- |
| "All I Want"         | 2020 | Stephen Wayne Mallett | [ 61 ]        |
| "Drivers License"    | 2021 | Matthew Dillon Cohen  | [ 62 ] [ 63 ] |
| "Deja Vu"            | 2021 | Allie Avital          | [ 64 ]        |
| "Good 4 U"           | 2021 | Petra Collins         | [ 65 ]        |
| "Brutal"             | 2021 | Petra Collins         | [ 66 ]        |
| "Traitor"            | 2021 | Olivia Bee            | [ 67 ]        |
| "Vampire"            | 2023 | Petra Collins         | [ 68 ]        |
| "Bad Idea Right?"    | 2023 | Petra Collins         | [ 69 ]        |
| "Get Him Back!"      | 2023 | Jack Begert           | [ 70 ]        |
| "Can't Catch Me Now" | 2023 | Leonn Ward            | [ 71 ]        |
| "Obsessed"           | 2024 | Mitch Ryan            | [ 72 ]        |

### Spoluumělkyně
| Název                                        | Rok  | Umělec        | Režisér          | Reference |
| -------------------------------------------- | ---- | ------------- | ---------------- | --------- |
| "Disney Channel Stars: DuckTales Theme Song" | 2017 | různé         | Kerri-Anne Lavin | [ 73 ]    |
| "Monday"                                     | 2021 | The Regrettes | Dillon Dowdell   | [ 74 ]    |